# 丁柔安
丁柔安（1970年8月7日—），台灣女性前歌手，畢業於台北市私立文德女子高級中學服裝設計科，1987年拍攝廣告出道，同年加入當紅少女團體「紅唇族」第二代，並發行二張專輯。與丈夫主持人胡瓜經營「黃金蜆丹」公司。

## 爭議
2007年3月，台北地檢署指揮法務部調查局在丁柔安當時男友胡瓜位於台北市信義路的豪宅中搜出大麻，對胡瓜及丁柔安採集毛髮驗毒。兩人大麻檢驗未過關（毛髮呈陽性反應）。台北地方法院根據調查局檢驗報告，裁定兩人須進入台北看守所觀察勒戒。胡瓜勒戒50天後，於7月底略晚丁柔安三天結束勒戒獲釋。

## 演出作品

### 電視劇
- 作伙向前走（廣電基金連續劇）
- 桃色危機（民視周三單元連續）
- 鏡子（台視台灣第一劇場）飾茱蒂

## 主持作品

### 電視
- 學者國片台-《夜夜夜狂》-製作人陳曉玫
- 學者國片台-《音樂工坊》-製作人陳曉玫
- 學者國片台-《電影火車站》-製作人陳曉玫
- 學者國片台-《ID5》-製作人陳曉玫
- 學者外片台-《音樂瘋》-製作人陳曉玫
- 《私房電影院》
- 《電影博覽會》
- 《超級名犬賽》
- 華視《電視聯合國》
- 華視《健康俱樂部》
- 華視《HIP　HIP　JAPAN》
- 超視《Taipei Walker新鮮活》
- 八大電視台《八大保齡球賽》
- 八大電視台《野蠻遊戲》

### 廣播
- 台北之音
- 台中好家庭電台

## 音樂作品

### 唱片
| 發行日期 | 專輯           | 發行         | 曲目 |
| 1987年   | 紅唇族紅唇主張 | 可登唱片發行 | 曲目 1. 音樂課本熱門組曲 2. 紅唇主張 3. 每一個只有我的下午 4. 我們都變了 5. 猜一猜 6. 在天空看得最多 7. 少年路 8. 第一線陽光 9. 是你是你 |
| 1987年   | 紅唇族紅唇心願 | 可登唱片發行 | 曲目 1. 海水正藍 2. 雨季 3. 週記與日記 4. 青春本色 5. 什麼叫寂寞 6. 紅唇心願 7. 我的秘密 8. 當風鈴響起 9. 音樂課本組曲                   |
| 1988年   | 紅唇族浪漫主意 | 飛鷹唱片發行 | 曲目 1. 請讓我慢慢成長 2. 我愛你 3. 滿天星 4. 年輕的我不明白 5. 春不老 6. 年少時候誰沒有夢 7. 紅唇色彩 8. 紅唇舞 9. 陪我 10. 紅唇迷你    |

## 廣告作品
- 海鳥洗髮精（廣告配樂：心情 鄭怡 1987/10發行）